# ダニエル・キレン
ダニエル・グレイ・キレン（Daniel Gray Quillen、1940年6月22日 - 2011年4月30日）はアメリカ合衆国の数学者。1978年にフィールズ賞を授与された。

## 経歴
1940年、アメリカ合衆国ニュージャージー州オレンジ市に生まれる。ハーバード大学で学び、1961年に学士号を得、ラウル・ボットの指導の下で完成させた偏微分方程式に関する論文Formal Properties of Over-Determined Systems of Linear Partial Differential Equations（線形偏微分方程式の過剰決定系の形式的性質）により1964年に博士号を取得し、その後マサチューセッツ工科大学にてポストを得た。
1968-69年にかけてパリを訪れ、そこでアレクサンドル・グロタンディークに影響を受け、また、1969-70年にはプリンストン高等研究所を訪れ、マイケル・アティヤの影響を受けた。1973-74年に再び渡仏している。
1972年における高次代数的K理論に関する功績により、1975年にコール賞を受賞し、1978年にヘルシンキで開かれた国際数学者会議でフィールズ賞を授与された。
1984年から2006年までは英国オックスフォード大学モードリン・カレッジに勤務していた。
ヴァイオリニストの妻との間に5人の子供がいる。